# Kasa oszczędności
Kasa oszczędności – instytucja, zajmująca się przechowaniem i oprocentowaniem składanych w niej oszczędności pieniężnych.